# Siv Jensen
Siv Jensen (Oslo, 1 de junho de 1969) é uma política norueguesa, líder do Partido do Progresso.